# 楊鑰
楊鑰（1515年—？），字啟之，號石峰，雲南鶴慶府劍川州人，民籍，明朝政治人物。

## 生平
嘉靖二十二年（1543年）癸卯科雲南鄉試第二十八名舉人。嘉靖二十六年（1547年）中式丁未科會試第二百三十五名，登第三甲第一百八十五名進士。户部觀政，授乐清知县，升南京户部主事。

## 家族
曾祖楊春；祖父楊芳；父楊元。嫡母郭氏；生母楊氏。